# آلدا بورلی
آلدا بورلی (ایتالیایی: Alda Borelli؛ ‏ ۴ نوامبر ۱۸۷۹ – ۲۵ مهٔ ۱۹۶۴) بازیگر دوران  سینمای صامت اهل ایتالیا بود.
وی خواهر لیدا بورلی بود و نقش بئاتریس را در نسخهٔ ایتالیایی خاندان چن چی اثر پرسی بیش شلی بازی کرد.